# Behaarte Purgierdolde
Die Behaarte Purgierdolde (Thapsia villosa) ist eine Pflanzenart aus der Gattung Thapsia innerhalb der Pflanzenfamilie der Doldenblütler (Apiaceae).

## Beschreibung

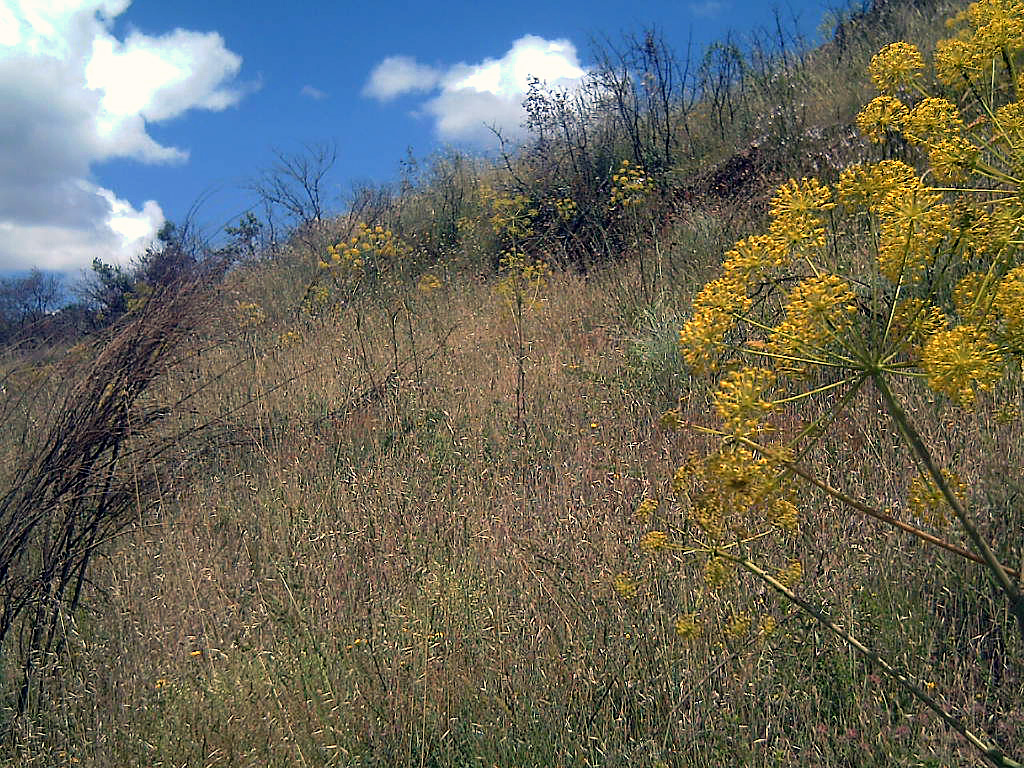
Habitat von T. villosa

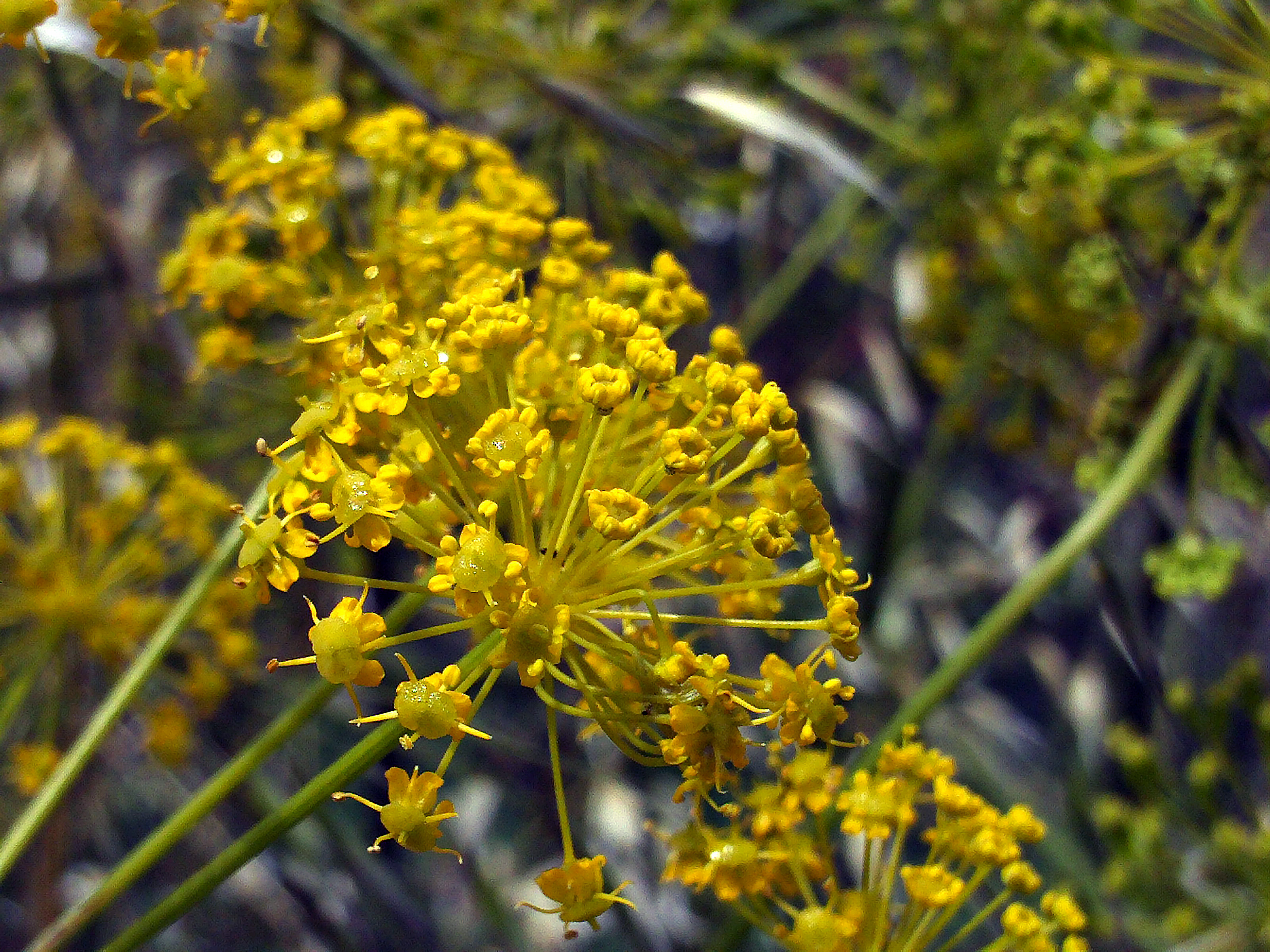
Döldchen eines Blütenstands

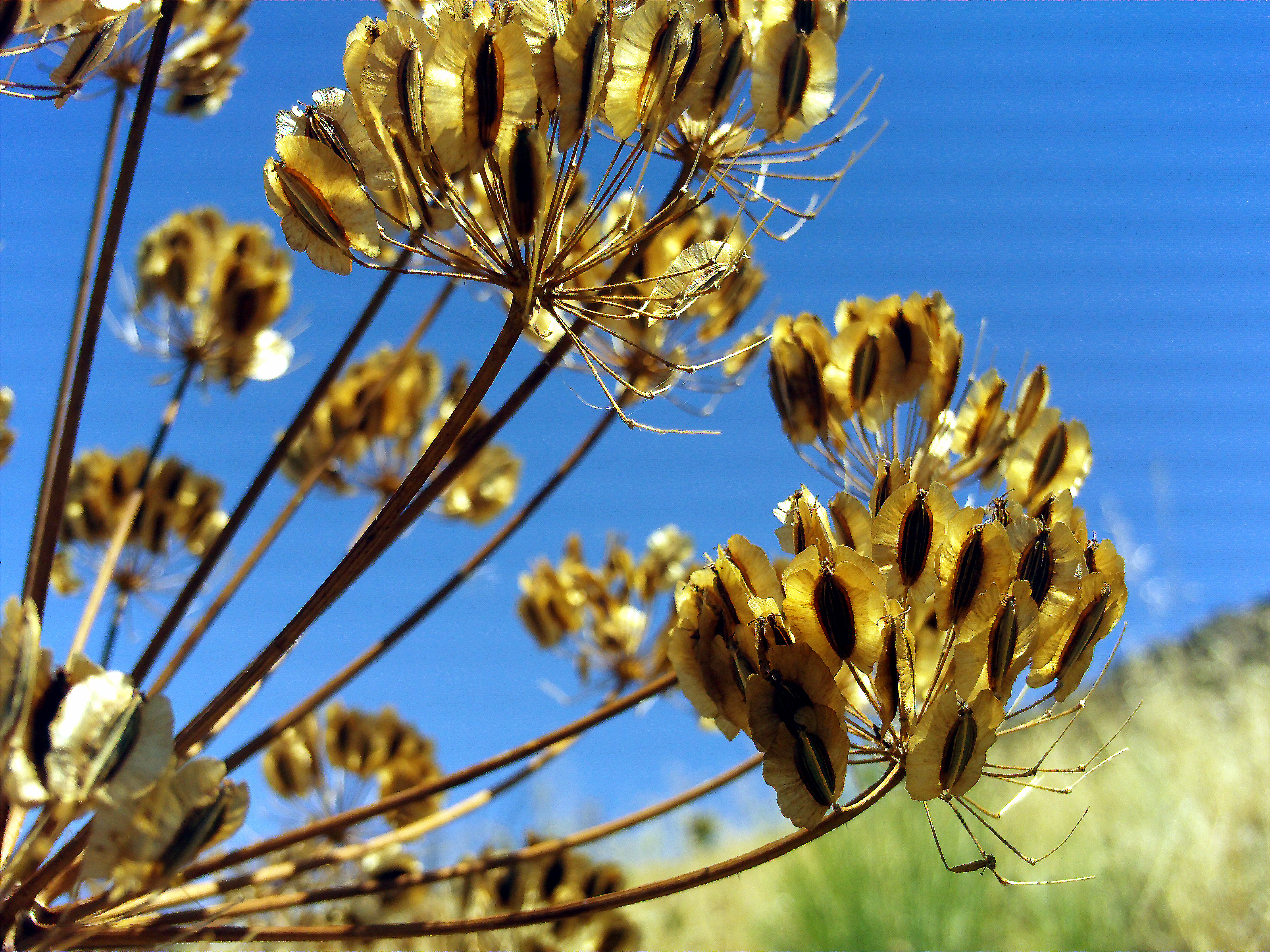
Reife Früchte

### Vegetative Merkmale
Die Behaarte Purgierdolde ist eine ausdauernde krautige Pflanze, die Wuchshöhen von 30 bis 190 Zentimetern erreicht. Der gedrungene, aufrechte Stängel ist unbehaart, glänzend und fein gerillt, am Grund 5 bis 25 Millimeter im Durchmesser. Die grundständigen, gestielten, bis 35 Zentimeter langen, dreieckigen bis deltaförmigen Laubblätter sind behaart und ein- bis dreifach fiederschnittig. Die flachen, 0,5 bis 1,5 Zentimeter langen Abschnitte sind eiförmig bis länglich mit regelmäßigen, fein bespitzten Zähnen. Die oberen Laubblätter sind zu pergamentartigen stengelumfassenden Blattscheiden zurückgebildet.

### Generative Merkmale
Der meist hüllblattlose doppeldoldigen Blütenstand ist aus je 9 bis 24 Strahlen und meist hüllchenlosen, halbkugeligen bis kugelförmigen Döldchen zusammengesetzt. Die Döldchen haben einen Durchmesser von 6 bis 12 Zentimetern und tragen 18 bis 43 kleine, tiefgelbe Blüten mit verkehrt-eiförmigen Kronblättern. Die Blütezeit reicht von Mai bis Juni. Die elliptischen bis länglichen, 9 bis 15 Millimeter langen und 6 bis 11 Millimeter breiten, bräunlichen Früchte haben seitliche, 2 bis 4 Millimeter breite, oben und unten eingebuchtete, gelbbraune Flügel.

### Chromosomensatz
Die Chromosomenzahl beträgt 2n = 22 (diploid), 44 (tetraploid) und 66 (hexaploid).

## Vorkommen
Natürliche Vorkommen der Behaarten Purgierdolde gibt es in Nordwestafrika (Marokko, Algerien, Tunesien), auf der Iberischen Halbinsel und in Südfrankreich. Die Behaarte Purgierdolde besiedelt trockene Hänge in Küstennähe, Weideflächen, Ruderalfluren, Wege und Straßenränder, Waldlichtungen und Kahlschläge in Höhenlagen von 0 bis 1.800 Metern.

## Systematik
Die Erstveröffentlichung von Thapsia villosa erfolgte 1753 durch Carl von Linné in Species plantarum, Band 1, Seite 261. Der artspezifische Namensteil villosa bedeutet „zottig“, „haarig“, „rau“. Ein homotypisches Synonym von Thapsia villosa ist Laserpitium villosum (L.) Calest.. Von Thapsia villosa können zwei Varietäten unterschieden werden:
- Thapsia villosa var. platyphyllos Franco & P.Silva: Sie kommt in Portugal vor.
- Thapsia villosa var. villosa: Sie kommt im gesamten Verbreitungsgebiet vor.

## Verwendung
Die Behaarte Purgierdolde wird selten als Zierpflanze in Kiesgärten, Felssteppenanlagen und mediterranen Gärten verwendet. Sie benötigt sonnige, wärmebegünstigte Standorte auf durchlässigen, feinerdereichen Schotterböden und ist aufgrund ihrer tiefreichenden Pfahlwurzel sehr trockenheitsresistent.